# Florence La Badie
Florence La Badie (nacida Florence Russ; 27 de abril de 1888-13 de octubre de 1917) fue una actriz canadiense-estadounidense en los primeros años del cine mudo. Fue una de las primeras estrellas del nuevo medio artístico entre 1911 y 1917. Su carrera estaba en la cumbre cuando falleció a los 29 años debido a las heridas sufridas en un accidente de automóvil.

## Primeros años
Florence La Badie nació Florence Russ el 27 de abril de 1888, la segunda hija de Horace Blancard y Marie Lynch (de soltera, Chester) Russ, en Nueva York. Después de la muerte de su padre en 1890 y la incapacidad de su madre para proporcionarle cuidados, Florence, a la edad de tres años, fue adoptada por Joseph E. y Amanda J. La Badie, un matrimonio acomodado de Montreal, Canadá.
El padre adoptivo de Florence, Joseph E. La Badie, era un abogado prominente en Montreal, y de su esposa, Amanda Victor, se decía que había nacido en Europa, posiblemente París. Su tío adoptivo, Oddiehon LaBadie, tenía una propiedad cerca de St. Lambert. Florence fue educada en escuelas de Nueva York y en el Convento de Notre Dame en Montreal.
Florence La Badie fue una de las primeras actrices importantes y populares del naciente cine. Apareció en 30 películas para Biograph a partir de 1909 y en 166 películas de 1911 a 1917 para los estudios Thanhouser en New Rochelle, Nueva York. Una temeraria de corazón, fue conocida como "Flo sin Miedo" por tomar riesgos y realizar muchas de sus propias acrobacias. Aparecía en numerosos artículos y cartas en revistas especializadas y de fans, y durante varios años, fue la más publicitada y amada de todos los intérpretes de Thanhouser.

## Éxito

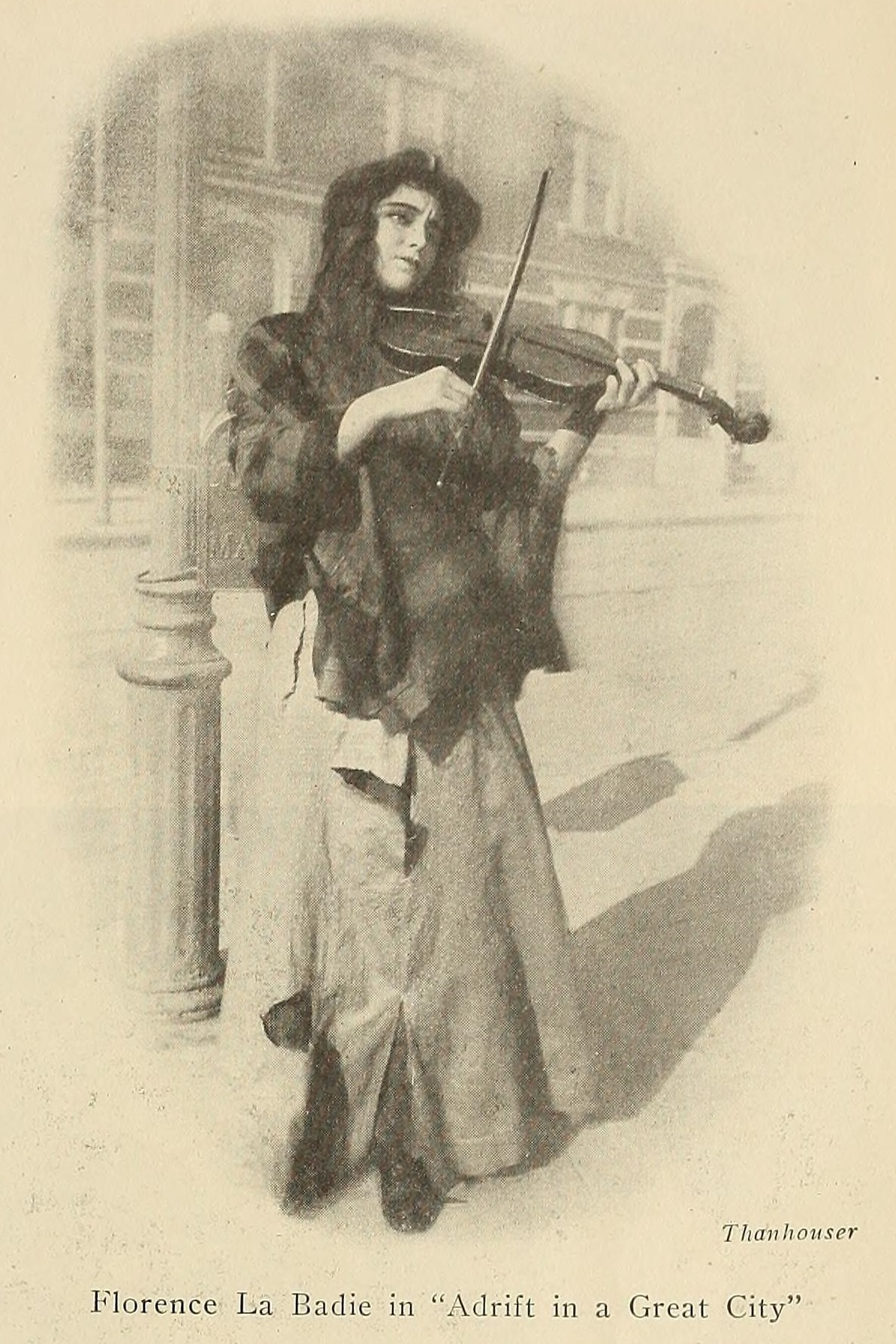
Florence La Badie como Katheleen Moran, la chica ciega, en A la deriva en una gran ciudad (1914).

Habiendo completado sus estudios, se le ofreció trabajo como modelo de pasarela en Nueva York. Una vez allí, a principios de 1908 obtuvo un pequeño papel en una obra teatral. Después, firmó una gira con una compañía ambulante y durante los siguientes dos años apareció sobre los escenarios en diversas ciudades del este de los Estados Unidos. Durante este periodo conoció a una compatriota canadiense, la joven actriz Mary Pickford, que le sugirió "que probara en el cine"; y en 1909 invitó a Florence a asistir a un rodaje en los estudios Biograph en Manhattan. Florence improvisó un poco y fue invitada por Biograph a participar en otra película más tarde. Apareció en varias películas del renombrado D. W. Griffith, tras su debut en la película de 1909 Politician's Love Story, protagonizada por Mack Sennett y Kathlyn Williams. 
En 1911, su carrera dio un salto cuando fue contratada por Edwin Thanhouser para la Thanhouser Company en New Rochelle, Nueva York. Con su sofisticación y belleza, Florence La Badie pronto se convirtió en la actriz prominente de Thanhouser, apareciendo en docenas de películas los siguientes años, como The Tempest (1911), Dr. Jekyll y Mr. Hyde (1912), una adaptación de la novela de Robert Louis Stevenson, y la primera adaptación cinematográfica de la obra de Shakespeare Cimbelino (1914). Su trabajo más reconocido fue en el serial de 1914-1915, The Million Dollar Mystery. En 1915, fue presentada en la revista Real Life, que la describió como "la bella y talentosa Florence La Badie, de Thanhouser Studios, reconocida como una de las principales actrices de la pantalla estadounidense".

## Primera Guerra Mundial
Cuando la Primera Guerra Mundial estalló en Europa en 1914, Canadá inmediatamente se unió a la guerra, y como resultado, muchos de los amigos y parientes de Florence La Badie dejaron su casa en Montreal e inmediatamente se embarcaron para el frente. Tenía muchos seguidores en Canadá y según un diario de Nueva York, en 1915 un joven soldado que luchaba en las trincheras en el norte de Francia le escribió, enviándole docenas de fotografías describiendo gráficamente los horrores de la guerra. Profundamente afectada, Badie se convirtió en una firme defensora de la paz, viajando por Estados Unidos con una presentación de diapositivas en estereopticón de las fotografías del soldado, advirtiendo sobre los terribles peligros de ir a la guerra. 

## Vida personal
Durante un tiempo, estuvo comprometida con un agente vendedor de Cadillac llamado Val Hush. Pero acabaron rompiendo y ella comenzó un romance con Daniel Carson Goodman, un escritor que trabajó en el escenario para el serial de Thanhouser Zudora.

## Muerte
En agosto de 1917, La Badie estaba en el apogeo de su éxito cinematográfico. Había aparecido en 185 películas desde 1909, 32 menos que las 217 películas de Mary Pickford durante el mismo periodo. Su película The Woman in White acababa de ser estrenada en julio de 1917. Sus dos películas posteriores, The Man Without a Country, una adaptación al cine de la obra homónima de Edward Everett Hale, y War and the Woman también serían pronto estrenadas, el 9 de septiembre de 1917. Aunque la compañía Thanhouser había estado luchando desde la muerte de Charles J. Hite en accidente de automóvil en 1914, su carrera estaba prosperando y ella había sido en buena parte la salvadora de la empresa. Menos de un mes antes, había anunciado que dejaba Thanhouser, y tenía varias otras productoras cinematográficas dispuestas a contratarla inmediatamente.
El 28 de agosto de 1917, mientras conducía cerca de Ossining, Nueva York en compañía de su prometido, Daniel Carson Goodman, los frenos del automóvil de La Badie fallaron y el vehículo se precipitó cuesta abajo, volcando en el fondo. Mientras Goodman quedó casi ileso solo con una pierna rota, La Badie salió despedida del vehículo y sufrió varios traumatismos, incluyendo una fractura de pelvis. Hospitalizada grave, se aferró a la vida durante más de seis semanas y parecía estar mejorando, pero falleció de repente el 13 de octubre, debido a una septicemia. Se convirtió así en la primera estrella del cine en morir prematuramente mientras su carrera estaba en su cumbre, y el público lloró su muerte. Después de un gran funeral, fue enterrada en una tumba sin marcar en el Cementerio de Green-Wood en Brooklyn, Nueva York, después de que Marie C. Russ realizara varios procedimientos legales, reclamando ser su madre biológica en una declaración jurada. Los obituarios y noticias necrológicas declararon que La Badie era sobrevivida por su madre, Amanda La Badie, sin mencionar que había sido adoptada. Su patrimonio fue dividido entre el Señor y la Señora de Joseph Badie.

En 2014, Ned Thanhouser, nieto de Edwin Thanhouser, recaudó dinero para una lápida para La Badie, la cual fue colocada el 27 de abril de aquel año, día en que habría cumplido 126 años.

## Galería

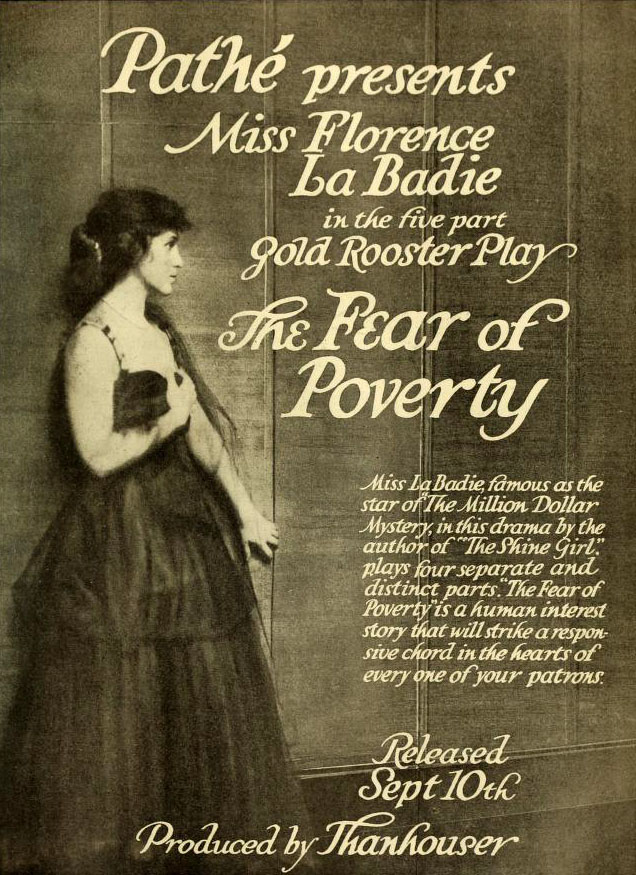
The Fear of Poverty (1916).
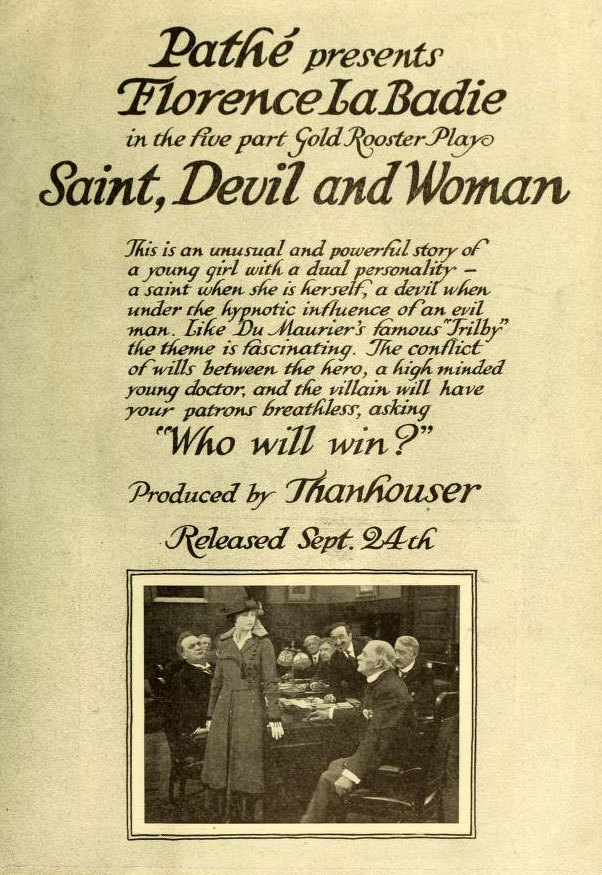
Saint, Devil and Woman (1916).
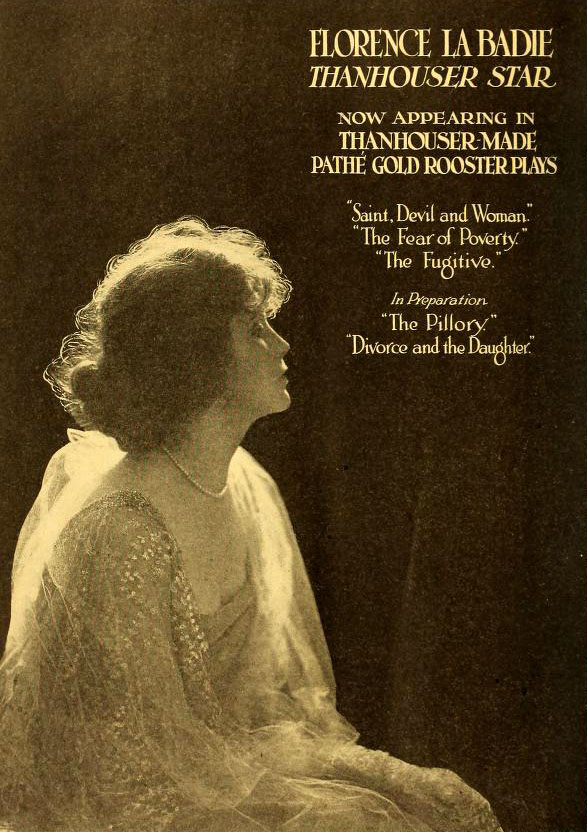
Anuncio (1916).
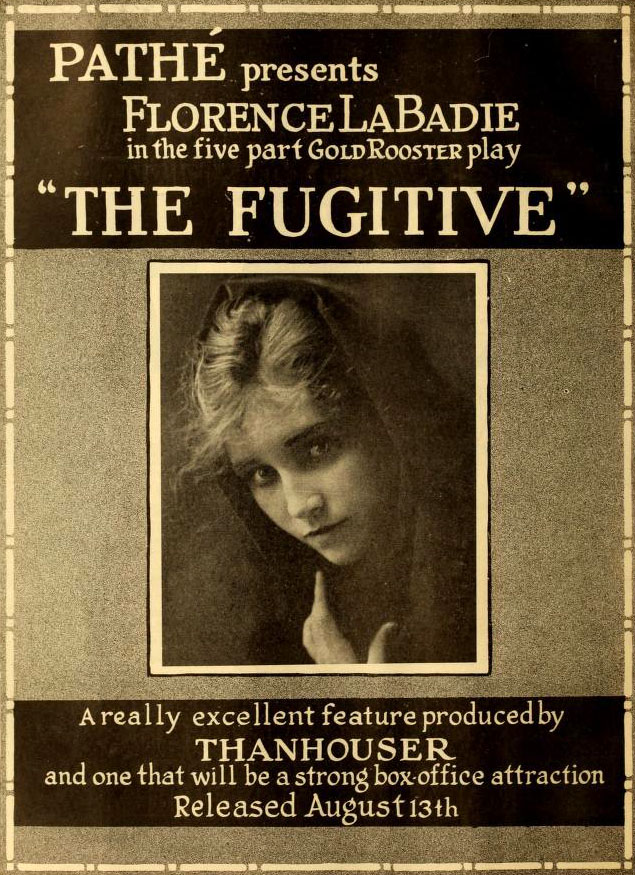
The Fugitive (1916).